# Chaenorhinum grandiflorum
Chaenorhinum grandiflorum là một loài thực vật có hoa trong họ Mã đề. Loài này được (Coss.) Willk. mô tả khoa học đầu tiên năm 1893.

## Phân bố
Loài này có tại Tây Ban Nha và Maroc.